# Veľké Spišské pleso
Veľké Spišské pleso je ledovcové jezero, které se nachází ve Vysokých Tatrách v Malé Studené dolině v nadmořské výšce 2013 m. Má rozlohu 2,8700 ha a je největším z Pěti Spišských ples. Je 324 m dlouhé a 182 m široké. Dosahuje maximální hloubky 10,1 m. Jeho objem činí 124 591 m³.

## Okolí

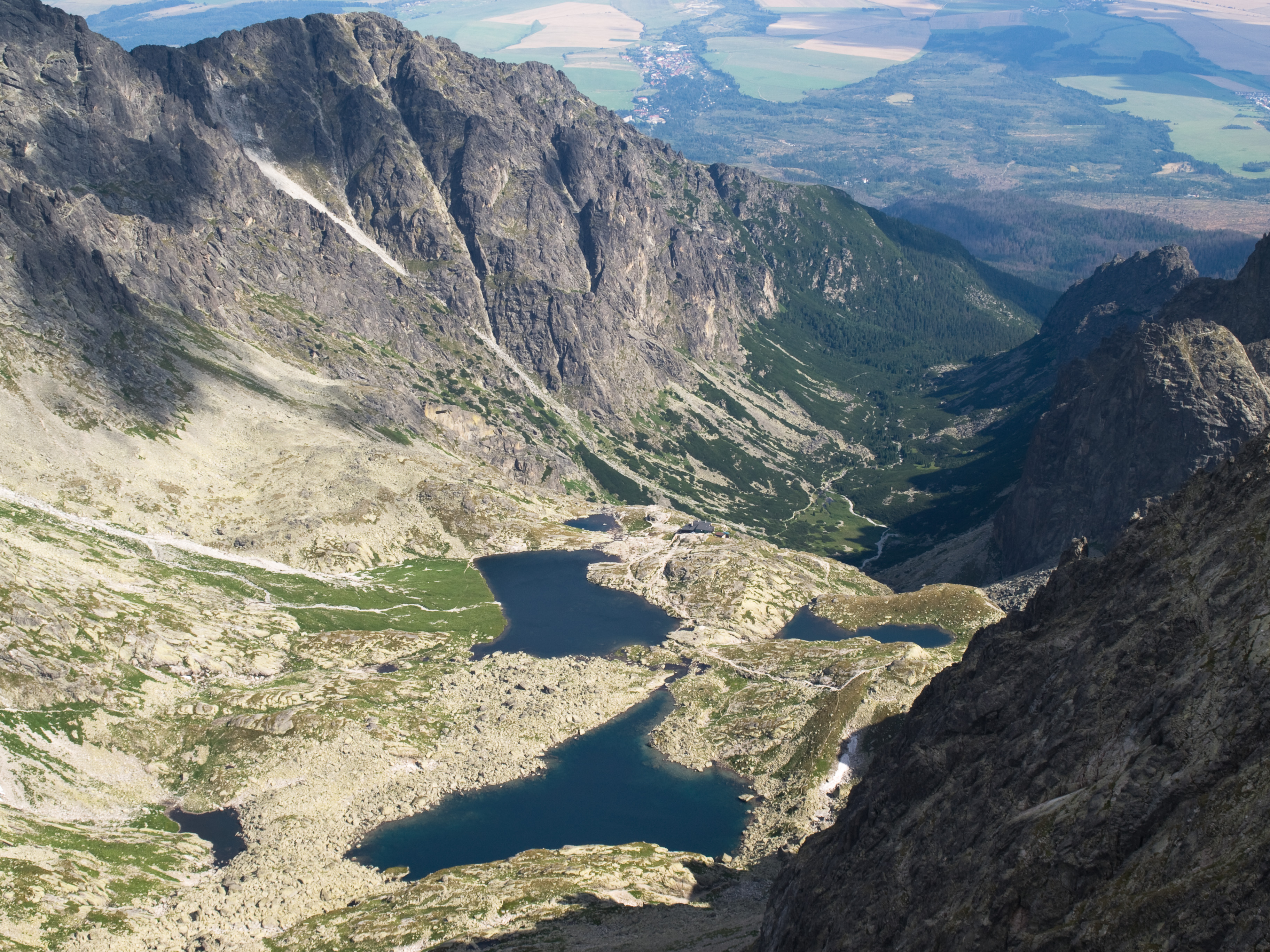
Pohled z L'adového štítu na Pět spišských ples

Na západě se nachází práh doliny s Pfinnovou kopou, nad kterým je Dolinka pod Sedielkom s Modrým plesem. Práh na severu přechází v Ľadový hrebeň, který je na severu zakončen Malým Ľadovým štítem. Na severně od jezera probíhá Hlavní hřeben Vysokých Tater mezi Ľadovým štítem a Baraními rohami. Na severozápadě se nachází ve vzdálenosti 50 m Vyšné Spišské pleso a na jihovýchodě ve stejné vzdálenosti Prostredné Spišské pleso. Jižně od plesa prochází turistická trasa z Téryho chaty na Sedielko a Priečné sedlo, pod níž se nachází Nižné Spišské pleso.

## Vodní režim
Do plesa ústí ze severu Malý Studený potok, který přitéká ze svahu Snehového štítu. Voda přitéká také pod zemí z Vyšného Spišského plesa. Malý Studený potok patřící do povodí řeky Poprad z jezera odtéká na jihovýchod do Prostredného Spišského plesa. Rozměry jezera v průběhu času zachycuje tabulka:
| Rok     | Měření prováděl   | Rozloha ha | Délka m | Šířka m | Hloubka max.m | Objem m³ |
| ------- | ----------------- | ---------- | ------- | ------- | ------------- | -------- |
| 1928    | Josef Schaffer    | 2,4336     | 265     | 146     | 9,6           | [ 2 ]    |
| 1961–67 | pracovníci TANAPu | 3,480      | 324     | 182     | 10            | [ 2 ]    |
| 2005    | Gregor, Pacl      | 2,8700     | [ 2 ]   | [ 2 ]   | 10,1          | 124 591  |

## Přístup
Přístup je možný pěšky a to pouze v letním období od 16. června do 31. října. Ve vzdálenosti několika metrů od jižního břehu vede společná  a  turistická značka, která spojuje Téryho chatu a rozcestí pod Sedielkem.
- po společné  žluté a  zelené turistické značce od Téryho chaty.
- po  žluté turistické značce od Zbojnícke chaty přes Priečne sedlo.
- po  zelené turistické značce z Tatranské Javoriny přes Sedielko.